# Costa Ricas Billie Jean King Cup-lag
 Costa Ricas Billie Jean King Cup-lag representerar Costa Rica i tennisturneringen Billie Jean King Cup, och kontrolleras av Costa Ricas tennisförbund. 

## Historik
Costa Rica deltog första gången 1992. Bästa resultat fjärdeplatsen i Grupp II 2002.